# شواثة (مناخة)

تعديل مصدري - تعديل

شواثة هي إحدى قرى عزلة بني إسماعيل بمديرية مناخة التابعة لمحافظة صنعاء، بلغ تعداد سكانها 404 نسمة حسب تعداد اليمن لعام 2004.